# Olivol Football Club
El Olivol Football Club fue un equipo uruguayo de fútbol de la ciudad de Montevideo. Tuvo participación activa en las divisionales de ascenso desde su fundación hasta el año 1952, en el que abandonó los campeonatos organizados por la Asociación Uruguaya de Fútbol. Actualmente, tras su fusión con el club Mundial, compite como equipo de baloncesto en los torneos organizados por la Federación Uruguaya de Basketball bajo el nombre de Olivol Mundial.

## Historia
Fundado el 11 de septiembre de 1931 en el barrio montevideano de Reducto, el club Olivol comenzó su actividad deportiva disputando torneos barriales, como la Liga Reducto, de la que se consagraría campeón en 1936 y 1937.
Tras afiliarse a la Asociación Uruguaya de Fútbol (AUF) obtendría el torneo de la Divisional Extra en 1941 y la Intermedia en 1944. A partir de entonces compite en Primera "B" hasta su descenso a Intermedia en 1947. En 1952 abandona la actividad oficial, desafiliándose definitivamente de la AUF, aunque el club siguió funcionando.
El 26 de junio de 1963 se fusionó con la Institución Deportiva Mundial, fundada el 12 de octubre de 1938, dando origen al actual club de baloncesto Institución Deportiva y Social Olivol Mundial.

## Uniforme
- Uniforme titular: Camiseta amarilla y negra a mitades verticales.

## Palmarés

### Torneos nacionales
- Divisional Intermedia (1): 1944.
- Divisional Extra (1): 1941.